# کریستینا اسکاربک
ماریا کریستینا جانینا اسکاربک (انگلیسی: Maria Krystyna Janina Skarbek؛ تلفظ لهستانی: [krɨˈstɨna ˈskarbɛk]، ‎/krɪstiːnə skɑːrbɛk/‎؛ ۱ مهٔ ۱۹۲۸  – ۱۵ ژوئن ۱۹۵۲) همچنین معروف به کریستین گرانویل جاسوس لهستانی سازمان اجرایی عملیات ویژه بریتانیا (SOE) در طول جنگ جهانی دوم بود. او به دلیل عملیات‌های جسورانه خود در مأموریت‌های اطلاعاتی و جنگ‌های نامنظم در لهستان و فرانسه تحت اشغال نازی‌ها مورد تحسین قرار گرفت. اسکاربک بیشتر با القابی مانند «جذاب‌ترین جاسوس بریتانیا» یا «جاسوس مورد علاقه چرچیل» شناخته می‌شود.
در سال ۲۰۱۲ آلیستر هورنای روزنامه‌نگار (که خود را از معدود افراد آشنا با اسکاربک در زمان زندگی او معرفی کرده بود) اسکاربک را «شجاع‌ترین شجاعان» خواند.

## آغاز زندگی
کریستین گرانویل در مه ۱۹۰۸ در ورشو لهستان زاده شد. پدر او یک کنت لهستانی و مادر او از یک خانواده بانکدار یهودی بود. او دوران کودکی را در املاک بزرگ پدری گذراند.

## جاسوسی
در سپتامبر ۱۹۳۹ هنگامیکه او با همسر دوم خود به جنوب آفریقا سفر کرده بود شنید که آلمان نازی به لهستان حمله کرده‌است. بنابراین آنها مستقیما به بریتانیا بازگشتند تا در جنگ مشارکت کنند. همسر اسکاربک برای به فرانسه رفت تا به نیروهای متفقین بپیوندد. اما اسکاربک راه دیگری را انتخاب کرد.
کریستینا اسکاربک چند ماه قبل از تأسیس SOE در ژوئیه ۱۹۴۰ جاسوس بریتانیا شد. او پیشنهاد کرد با اسکی از طریق کوه‌های کارپات به لهستان برود تا برای متفقین اطلاعات گردآوری کند. روسای سرویس‌های جاسوسی بریتانیا با این پیشنهاد موافقت کردند. زیرا آنها از رخدادهای جنگ در لهستان اطلاعات کمی داشتند. اسکاربک در طول جنگ، نقش مهمی در جاسوسی برای بریتانیا داشت. او می‌توانست به چند زبان صحبت کند. اسکاربک دو بار توسط ماموران آلمانی دستگیر و بازجویی شد. اما توانست با تظاهر، آزادی خود را به دست آورد.
اسکاربک در سال ۱۹۴۱ شروع به استفاده از نام مستعار کریستین گرانویل کرد. این نام که به‌طور رسمی پس از گرفتن تابعیت بریتانیا در دسامبر ۱۹۴۶ پذیرفته شد.
برجسته‌ترین کارزار اسکاربک، نجات جان دو مأمور سازمان عملیات ویژه به نام‌های فرانسیس کمائرتس و کسان فیلدینگ از زندان آلمان، ساعاتی پیش از اعدام آنها بود. او با پذیرفتن خطری بزرگ، با فرمانده گشتاپو در دینی-له-بن فرانسه دیدار کرد. وی خود را به عنوان یک جاسوس بریتانیایی معرفی کرد و با تهدید، دروغ، و رشوه دو میلیون فرانکی، فرمانده گشتاپو را برای آزادی این دو مأمور متقاعد کرد. این رویداد در آخرین قسمت از سریال تلویزیونی بریتانیایی برای من آرزوی موفقیت کنید به تصویر کشیده شده است.

## پس از جنگ
چون ممکن بود اسکاربک توسط سازمان‌های اطلاعاتی شوروی دستگیر شود او نمی‌توان به لهستان تحت شوروی بازگردد. با این حال دولت بریتانیا اقامت موقت او را تمدید نکرد و او به ناچار بریتانیا شد. او برای اعلام خودداری از پذیرش مدال جورج و نشان امپراتوری بریتانیا به خاطر خدمات به بریتانیا بازگشت. این کار او دولت بریتانیا را چنان شرمسار شود که ناگزیر با اعطای شهروند به او موافقت کرد. پس از آن گرانویل هر دو مدال را پذیرفت.

## مرگ
او پس از جنگ به کارهای مختلفی روی آورد و سرانجام نظافتچی در یک کشتی مسافربری شد. او در کشتی با یک مهماندار کشتی به نام دنیس جورج مالدونی آشنا شد. اما گرانویل خیلی زود از او خسته شد. مالدونی که خود را طرد شده می‌دید او را آزار می‌داد.
در ۱۵ ژوئن ۱۹۵۲ گرانویل از طبقه اول هتلی که معمولا در آن اقامت می‌کرد صدای مالدونی را شنید که در لابی نام او را فریاد می‌زد و خواستار پس گرفتن تعدادی نامه بود. هنگامیکه گرانویل به لابی رفت مالدونی یک چاقوی کماندوهایی ارتش را به قلب او فرو کرد و او را کشت. قاتل او ۱۰ هفته بعد به دار آویخته شد.

## تاثیرگذاری
او نخستین مأمور زن بریتانیایی بود که در میدان نبرد حضور داشت و دارای طولانی‌ترین سابقه خدمت در بین همه مأموران زن بریتانیایی در زمان جنگ است. تیزهوشی و موفقیت او در تصمیم سازمان اجرایی عملیات ویژه برای جذب زنان بیشتر به عنوان مأمور در کشورهای تحت اشغال نازی‌ها تأثیرگذار بود.